# Žički prehod, Maribor
Žički prehod je ulica v Mariboru, ki se je leta 1346 imenovala Ulica bratov po bratih minoritih.
Med letoma 1760 in 1941 so jo preimenovali 6-krat, in sicer: 1760 - Minoritska uličica, 1822 - Puškarska uličica, 1824 - Zgornja pristaniška ulica, 1839  - Ulica Žičkega dvora, 1919 - Langusovo ulico (po slovenskem slikarju Matevžu Langusu), 1938 - Žički prehod. Po nemški okupaciji leta 1941 jo ponovno preimenujuejo v Seitzerhof Gasse. Leta 1945 pa je ulica spet znana po slovenskem imenu Žički prehod. Leta 1422 se je prvič omenil Žički dvorec, po katerem je ulica tudi dobila ime. Dandanes je nekdanji dvorec zagrajen z visokim zidom. Sestavljata ga dve stavbi, ki pripomoreta k danes baročnemu videzu. Kompleks dvorca je pomemben pri arhitektonskih kvalitetah.
Vir: Sašo Radovanovič, Mariborske ulice nekoč in danes, Založba Roman, Ljubljana 2015.